# 博塔福古
博塔福古（葡萄牙語發音：[bɔtaˈfoɡu]），或译博塔福戈、博塔弗戈，是巴西里约热内卢南区的一个海滨街区，主要是是一个中上阶级社区。

## 词源

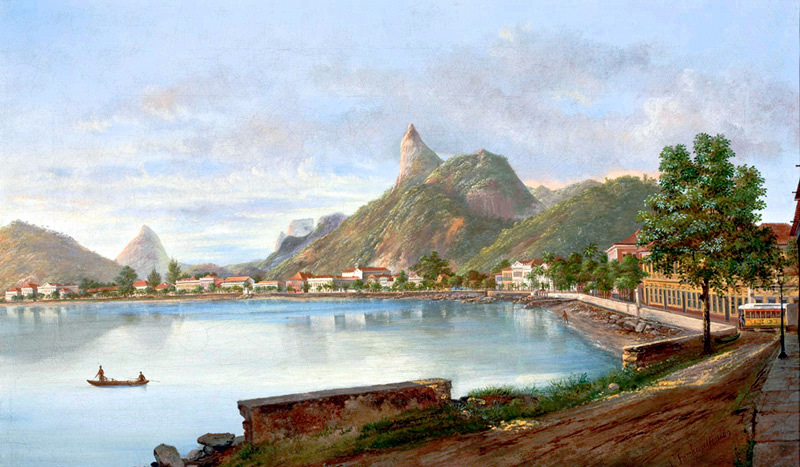
博塔弗戈湾（1869），收藏于圣保罗艺术博物馆

博塔弗戈得名于若昂·佩雷拉·德索萨·博塔弗戈，他负责加利恩帆船博塔弗戈号的火炮，并以船名为自己的姓。当他前往巴西时，葡萄牙王室授予他今天被称为博塔弗戈的土地。这个名字的字面意思是“开火”。

## 景点和设施
博塔弗戈海滩位于瓜纳巴拉湾内，以乌尔卡半岛和糖面包山隔开大西洋。景点包括鲁伊·巴博萨住宅、印第安人博物馆（探索巴西主要土著民族的文化和历史）和维拉-罗伯斯博物馆。

## 体育
博塔弗戈拥有巴西最大的足球队之一博塔弗戈足球竞赛会。

## 基础设施
博塔弗戈地铁站服务该社区。